# Жидкий водород

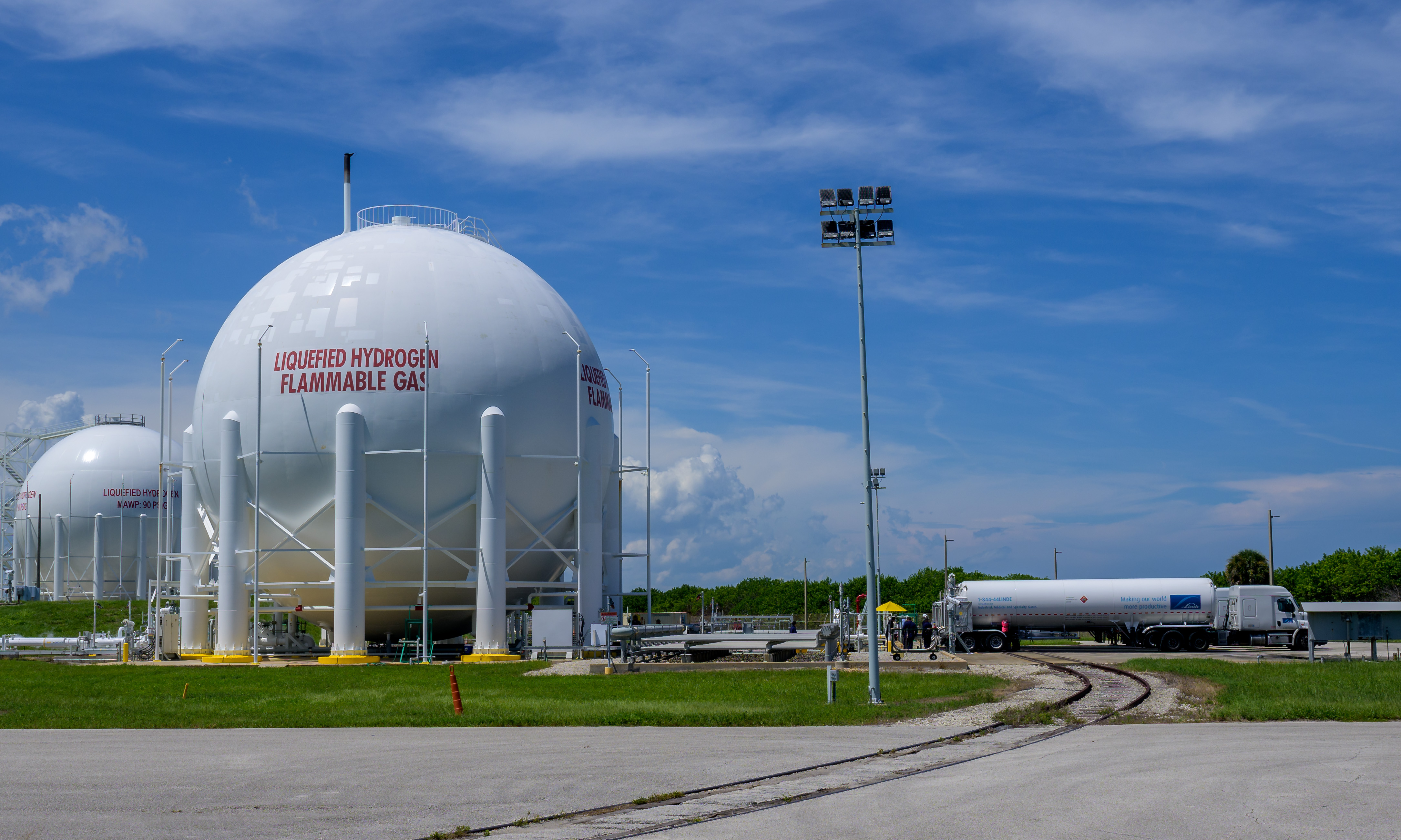
Автоцистерны доставляют жидкий водород для пополнения хранилища в Космическом центре Кеннеди во Флориде. Стартовая площадка 39B, используемая для поддержки миссии Артемида-1 (31 августа 2022 года).

Жи́дкий водоро́д (ЖВ, жH2, жH2, LH2, LH2) — жидкое агрегатное состояние водорода, с низкой плотностью — 0,07 г/см³, и криогенными свойствами с точкой замерзания 14,01 K (−259,14 °C) и точкой кипения 20,28 K (−252,87 °C). Является бесцветной жидкостью без запаха, которая при смешивании с воздухом относится к взрывоопасным веществам с диапазоном коэффициента воспламенения 4—75 %. Спиновое соотношение изомеров в жидком водороде составляет: 99,79 % — параводород; 0,21 % — ортоводород. Коэффициент расширения водорода при смене агрегатного состояния на газообразное при комнатной температуре составляет 848:1.
Как и для любого другого газа, сжижение водорода приводит к уменьшению его объёма. После сжижения жидкий водород хранится в термически изолированных контейнерах под давлением. Жидкий водород используется в промышленности (в качестве формы хранения газа) и в космонавтике (в качестве криогенного ракетного топлива).

## История
Первое документированное использование искусственного охлаждения в 1756 году было осуществлено английским учёным Вильямом Калленом, Гаспар Монж первым получил жидкое состояние оксида серы в 1784 году, Майкл Фарадей первым получил сжиженный аммиак, американский изобретатель Оливер Эванс первым разработал холодильный компрессор в 1805 году, Яков Перкинс первым запатентовал охлаждающую машину в 1834 году, и Джон Горри первым в США запатентовал кондиционер в 1851 году, Вернер Сименс предложил концепцию регенеративного охлаждения в 1857 году, Карл Линде запатентовал оборудование для получения жидкого воздуха с использованием каскадного «эффекта расширения Джоуля — Томсона» и регенеративного охлаждения в 1876 году. В 1885 году польский физик и химик Зигмунд Вро́блевский опубликовал критическую температуру водорода 33 K, критическое давление 13,3 атм и точку кипения при 23 K. Впервые водород был сжижен Джеймсом Дьюаром в 1898 году с использованием регенеративного охлаждения и своего изобретения, сосуда Дьюара. Первый синтез устойчивого изомера жидкого водорода — параводорода — был осуществлен Паулем Хартеком и Карлом Бонхёффером в 1929 году.

## Спиновые изомеры водорода
Водород при комнатной температуре состоит на 75 % из спинового изомера ортоводорода. После производства жидкий водород находится в метастабильном состоянии и должен быть преобразован в параводородную форму, чтобы избежать спонтанной экзотермической реакции его превращения, приводящей к сильному самопроизвольному испарению полученного жидкого водорода. Преобразование в параводородную фазу обычно производится с использованием таких катализаторов, как оксид железа, оксид хрома, активированный уголь, покрытых платиной асбестов, редкоземельных металлов или путём использования урановых или никелевых добавок.

## Использование
Жидкий водород может быть использован в качестве формы хранения топлива для двигателей внутреннего сгорания и топливных элементов. Различные проекты водородного транспорта были созданы с использованием этой агрегатной формы водорода (см. например DeepC или BMW H2R). Благодаря близости конструкций, создатели техники на жидком водороде могут использовать или только дорабатывать системы, использующие сжиженный природный газ (СПГ). Однако из-за более низкой объёмной плотности энергии для горения требуется больший объём водорода, чем природного газа. Если жидкий водород используется вместо СПГ в поршневых двигателях, обычно требуется более громоздкая топливная система. При прямом впрыске увеличившиеся потери во впускном тракте уменьшают наполнение цилиндров.
Жидкий водород используется также для охлаждения нейтронов в экспериментах по нейтронному рассеянию. Массы нейтрона и ядра водорода практически равны, поэтому обмен энергией при упругом столкновении наиболее эффективен.

### Преимущества
Преимуществом использования водорода является «нулевой уровень выбросов». Продуктом его взаимодействия с кислородом в воздухе является вода, но в реальности — как и в случае с обычными ископаемыми энергоносителями — из-за наличия в воздухе молекул азота при горении водорода образуется также незначительное количество оксидов азота. В качестве топлива для транспортных средств, эксплуатируемых на открытом воздухе, водород при авариях и протечках не скапливается на месте, а уходит вверх, в атмосферу, что снижает пожароопасность.

### Препятствия
Один литр жидкого водорода весит всего 0,07 кг. То есть его удельная плотность составляет 71 г/л при 20 K. Жидкий водород требует криогенной технологии хранения, такой как специальные теплоизолированные ёмкости и требует особого обращения, что свойственно для всех криогенных материалов. Он близок в этом отношении к жидкому кислороду, но требует большей осторожности из-за пожароопасности. Даже в случае с ёмкостями с тепловой изоляцией его тяжело содержать при той низкой температуре, которая требуется для его сохранения в жидком состоянии (обычно он испаряется со скоростью 1 % в день. При обращении с ним также нужно следовать обычным мерам безопасности при работе с водородом («Водородная безопасность») — он достаточно холоден для сжижения воздуха, что взрывоопасно. Жидкий водород при атмосферном давлении имеет очень узкий температурный диапазон стабильности — всего 7 градусов Цельсия, что создает определённые трудности при хранении.

## Ракетное топливо
Жидкий водород является распространённым компонентом ракетного топлива, которое используется для реактивного ускорения ракет-носителей и космических аппаратов. В большинстве жидкостных ракетных двигателей на водороде он сначала применяется для регенеративного охлаждения сопла и других частей двигателя перед его смешиванием с окислителем и сжиганием для получения тяги. Используемые современные двигатели на компонентах H2/O2 потребляют переобогащённую водородом топливную смесь, что приводит к некоторому количеству несгоревшего водорода в выхлопе. Кроме увеличения удельного импульса двигателя за счёт уменьшения средней молекулярной массы, это ещё сокращает эрозию сопла и камеры сгорания.
Такие препятствия использования жидкого водорода в других областях, как криогенная природа и малая плотность, являются также сдерживающим фактором для использования в данном случае. На 2009 год существует только одна ракета-носитель («Дельта-4»), которая целиком является водородной ракетой. В основном жидкий водород используется либо на верхних ступенях ракет, либо на разгонных блоках, которые значительную часть работы по выводу полезной нагрузки в космос выполняют в вакууме. В качестве одной из мер по увеличению плотности этого вида топлива существуют предложения использования шугообразного водорода, то есть полузамёрзшей формы жидкого водорода.

### Водород с разными окислителями
Данные приводятся на основании таблиц, опубликованных в США в рамках проекта сбора термодинамических данных «JANAF» (англ. Joint Army Navy Air Force, «Сборник ВМС и ВВС армии США»), которые широко используются в этих целях. Изначально вычисления производились компанией «Рокетдайн». При этом делались предположения, что имеет место адиабатическое сгорание, изоэнтропийное расширение в одном направлении и имеет место смещение равновесного состояния. Кроме варианта использования водорода в качестве горючего, приводятся варианты с использованием водорода в качестве рабочего тела, что объясняется его небольшой молекулярной массой. Все данные рассчитаны для давления в камере сгорания (КС), равного 68,05 атмосферы. Последняя строка таблицы содержит данные для газообразных водорода и кислорода.
| Окислитель      | Горючее             | Комментарий    | При оптимальном расширении от 68,05 атм до условий | При оптимальном расширении от 68,05 атм до условий | При оптимальном расширении от 68,05 атм до условий | При оптимальном расширении от 68,05 атм до условий | При оптимальном расширении от 68,05 атм до условий | При оптимальном расширении от 68,05 атм до условий | При оптимальном расширении от 68,05 атм до условий | При оптимальном расширении от 68,05 атм до условий | При оптимальном расширении от 68,05 атм до условий | При оптимальном расширении от 68,05 атм до условий |
| Окислитель      | Горючее             | Комментарий    | поверхности Земли (1 атм)                          | поверхности Земли (1 атм)                          | поверхности Земли (1 атм)                          | поверхности Земли (1 атм)                          | поверхности Земли (1 атм)                          | вакуума (0 атм, расширение сопла 40:1)             | вакуума (0 атм, расширение сопла 40:1)             | вакуума (0 атм, расширение сопла 40:1)             | вакуума (0 атм, расширение сопла 40:1)             | вакуума (0 атм, расширение сопла 40:1)             |
| Окислитель      | Горючее             | Комментарий    | Ve                                                 | r                                                  | Tc                                                 | d                                                  | C*                                                 | Ve                                                 | r                                                  | Tc                                                 | d                                                  | C*                                                 |
| --------------- | ------------------- | -------------- | -------------------------------------------------- | -------------------------------------------------- | -------------------------------------------------- | -------------------------------------------------- | -------------------------------------------------- | -------------------------------------------------- | -------------------------------------------------- | -------------------------------------------------- | -------------------------------------------------- | -------------------------------------------------- |
| жO2             | H2                  | распространено | 3816                                               | 4,13                                               | 2740                                               | 0,29                                               | 2416                                               | 4462                                               | 4,83                                               | 2978                                               | 0,32                                               | 2386                                               |
| жO2             | H2 + Be (49:51)     |                | 4498                                               | 0,87                                               | 2558                                               | 0,23                                               | 2833                                               | 5295                                               | 0,91                                               | 2589                                               | 0,24                                               | 2850                                               |
| жO2             | CH4 + H2 (92,6:7,4) |                | 3126                                               | 3,36                                               | 3245                                               | 0,71                                               | 1920                                               | 3719                                               | 3,63                                               | 3287                                               | 0,72                                               | 1897                                               |
| F2              | H2                  |                | 4036                                               | 7,94                                               | 3689                                               | 0,46                                               | 2556                                               | 4697                                               | 9,74                                               | 3985                                               | 0,52                                               | 2530                                               |
| F2              | H2 + Li (65,2:34,0) |                | 4256                                               | 0,96                                               | 1830                                               | 0,19                                               | 2680                                               |                                                    |                                                    |                                                    |                                                    |                                                    |
| F2              | H2 + Li (60,7:39,3) |                |                                                    |                                                    |                                                    |                                                    |                                                    | 5050                                               | 1,08                                               | 1974                                               | 0,21                                               | 2656                                               |
| OF2             | H2                  |                | 4014                                               | 5,92                                               | 3311                                               | 0,39                                               | 2542                                               | 4679                                               | 7,37                                               | 3587                                               | 0,44                                               | 2499                                               |
| F2 + O2 (30:70) | H2                  |                | 3871                                               | 4,80                                               | 2954                                               | 0,32                                               | 2453                                               | 4520                                               | 5,70                                               | 3195                                               | 0,36                                               | 2417                                               |
| O2              | H2                  |                | 3997                                               | 3,29                                               | 2576                                               | —                                                  | 2550                                               | 4485                                               | 3,92                                               | 2862                                               | —                                                  | 2519                                               |

В таблице использованы обозначения:
r — массовое соотношение смеси окислитель/горючее;
Ve [м/с] — средняя скорость истечения газов;
C* [м/с] — характеристическая скорость;
Tc [°C] — температура в КС;
d [г/см3] — средняя плотность топлива;
При этом Ve является той же единицей, что и удельный импульс, но приведена к размерности скорости [Н⋅с/кг], а C* вычисляется путём умножения давления в камере сгорания на коэффициент расширения площади сопла и последующего деления на массовый расход топлива и окислителя, что даёт приращение скорости на единицу массы.

## Опасность
Жидкий водород довольно опасен для человека. Попадание жидкого водорода на кожу может вызвать обморожение, а вдыхание паров привести к отёку лёгких.